# Мороз, Андрей Борисович
Андре́й Бори́сович Моро́з (род. 7 октября 1965, г. Москва) — советский и российский филолог, фольклорист, популяризатор науки. Доктор филологических наук (2011), профессор. Заведующий Научно-учебной лабораторией теоретической и полевой фольклористики и профессор НИУ ВШЭ, заведующий научно-учебной лабораторией фольклористики и профессор РГГУ.

## Биография
Родился в 1965 году в Москве.
Учился в московской школе № 67. Попав в школу, обратил вниманию на филологию и на ней и сфокусировался. Учителем литературы был Лев Иосифович Соболев.
В 1987 году окончил филологический факультет МГУ, специальность «Славянские языки и литература», квалификация «Филолог. Преподаватель славянского и русского языков».
По распределению работал учителем в родной школе. Преподавал преимущественно в математическом и физическом классе.
В 1992 году поступил на работу в РГГУ (историко-филологический факультет). В 1993—1994 годах стажировался в университете г. Удине (Италия).
В 1997 году создал и возглавил учебно-научную лабораторию фольклористики Института филологии и истории РГГУ. В 1998 году защитил кандидатскую диссертацию на тему «Семантика, символика и структура сербских обрядовых песен календарного цикла» (научный руководитель — акад. Н. И. Толстой). Защита состоялась в диссертационном совете Института славяноведения РАН.
В 2001 году стажировался в Maison des sciences de l’Homme (Париж), в 2002—2003 годах получал стипендию имени Дидро (bourse Diderot). В 2002 году получил звание доцента.
В 2008 году проходил стажировку в лаборатории этнолингвистики Люблинского университета им. Марии Кюри-Склодовской (Польша) при поддержке фонда им. Ю. Мяновского.
В 2010 году защитил докторскую диссертацию на тему "Народная агиография: источники, сюжеты, нарративные модели.
В 2012 году проходил стажировку в Гентском университете (Бельгия). В 2012—2013 годах получал стипендию фонда Фулбрайта. Visiting scholar в университете USC (Лос-Анджелес, США).
В 2013 году начал работать в НИУ ВШЭ.
Член Национального комитета славистов России (с 2017). Член редколлегии журналов «Живая старина» (Москва), «Беларускi фальклор» (Минск) и «Фолклористика» (Белград). Член диссертационного совета МГУ.10.05, МГУ имени М. В. Ломоносова, Филологический факультет.
В 2014—2018 годах — председатель Комиссии по фольклористике при Международном комитете славистов, член Комиссии по этнолингвистике при Международном комитете славистов.

## Научная деятельность
Преподает дисциплины: «Фольклор», «Социальная и культурная антропология», «Современный городской фольклор». Руководит фольклорной практикой.
Область научных интересов и сфера научной деятельности
- Славянский фольклор и этнолингвистика;
- Народная религиозность;
- Славянские обряды и верования;
- Взаимоотношения фольклора и книжности;
- Современный городской фольклор и антропология города.

## Работы
Автор более 200 работ по славянскому фольклору и этнолингвистике, в том числе:

### Монографии
Святые Русского Севера. Народная агиография (М.: ОГИ, 2009)
Народная агиография: устные и книжные основы фольклорного культа святых» (М.: Форум — Неолит, 2017)

### Коллективная монография
Каргопольское путешествие (М., 2014)
«С четверга на пятницу…» Рассказы о сновидениях в фольклоре Русского Севера. М.: Редкая птица, 2020.

### Учебники
Церковнославянский язык (М.: Гранат, 2016)
Издания источников. Составитель, автор вступительных текстов, комментариев (в соавторстве), ответственный редактор:
Каргополье: фольклорный путеводитель (М.: ОГИ, 2009)
Знатки, ведуны и чернокнижники: колдовство и бытовая магия на Русском Севере (М.: Форум-Неолит, 2013, 2016)
Между мифом и историей. Мифология пространства в фольклоре Русского Севера (М.: Форум-Неолит, 2016).